# Rudi Krawitz
Rudi Krawitz (* 11. Dezember 1943 in Brombach, Kreis Lörrach) ist ein Professor im Ruhestand für Allgemeine Didaktik und Schulpädagogik an der Universität Koblenz.

## Studium und wissenschaftliche Stationen
Nach dem erziehungswissenschaftlichen Studium und dem Staatsexamen für das Lehramt an Grund- und Hauptschulen, Schulpraxiserfahrung, dem Aufbaustudium Sonderpädagogik und dem Diplom in Schulpädagogik
promovierte Krawitz 1980 an der Universität Heidelberg.
Nach Tätigkeiten als Akademischer Rat an der Erziehungswissenschaftlichen Hochschule Rheinland-Pfalz habilitierte er sich 1992 an der Johannes-Gutenberg-Universität Mainz. 1994 folgte er dem Ruf auf eine Professur für Allgemeine Didaktik und Schulpädagogik an der Universität Koblenz. Von 2005 bis 2008 leitete er dort das Zentrum für Lehrerbildung. 
Seit 2009 ist er im Ruhestand.

## Wirken
Rudi Krawitz gehört zur wissenschaftlichen Gruppe der transzendental-kritischen Pädagogen, die in der Tradition von Kants Transzendentalphilosophie und des Neukantianismus nach den Bedingungen der Möglichkeit von Erziehung und Bildung fragen und daraus die entsprechenden Maßgaben und Maßnahmen für pädagogisches Handeln ableiten. In seiner Dissertation von 1980 „Pädagogik als Handlungsorientierung. Die Bedeutung des transzendental-kritischen Aspekts der Pädagogik“ entwickelte er praktische Ansätze für eine moderne Pädagogik als Vernunftbildungslehre, in der Lehren und Lernen als Philosophieren verstanden wird.
Diese Sichtweise pädagogischen Handelns übertrug er 1992 auf sein Konzept der Individualpädagogik, das er in seiner Habilitationsschrift „Pädagogik statt Therapie. Vom Sinn individualpädagogischen Sehens, Denkens und Handelns“ (3. Auflage 1997) entfaltet. Individualpädagogik versteht sich dabei als pädagogische Praxis für alle Kinder und Jugendlichen. Eine Ausgrenzung und Ausgliederung von Sonderpädagogik aus der sogenannten ‚Regel‘-pädagogik ist dabei überwunden. Notwendig ist dazu eine pädagogische Kompetenz, die über ein Spektrum spezifischer Angebote und konkreter Möglichkeiten individueller Hilfe für die vielfältigen Lebens-, Interaktions- und Lernprobleme von Kindern verfügt.
Nach seiner Berufung auf die Professur für Allgemeine Didaktik und Schulpädagogik an der Universität in Koblenz wandelte er das Seminar Allgemeine Didaktik um in ein Institut für Integrative Bildung und verband darin die Schulpädagogik mit der Sonderpädagogik.
Von 1994 bis 1999 verantwortete er die wissenschaftliche Begleitung des rheinland-pfälzischen Schulversuchs „Gemeinsamer Unterricht von Kindern mit und ohne Beeinträchtigungen“ an 16 Grundschulen des Landes. In mehreren Projekten entwickelte er in Zusammenarbeit mit der Landeszentrale für Medien und Kommunikation des Landes Rheinland-Pfalz didaktische Konzepte für einen mediengestützten differenzierenden und individualisierenden Unterricht in der Grundschule und der Sekundarstufe I.

## Schriften (Auswahl)
- Pädagogik als Handlungsorientierung. Die Bedeutung des transzendental-kritischen Aspekts der Pädagogik. Minerva, München 1980.
- (Hrsg.): Die Integration behinderter Kinder in die Schule. Ein Schulversuch von der Grundschule zur Sekundarstufe I. Klinkhardt, Bad Heilbrunn 1995.
- (Hrsg.): Bildung im Haus des Lernens. Klinkhardt, Bad Heilbrunn 1997.
- Pädagogik statt Therapie. Vom Sinn individualpädagogischen Sehens, Denkens und Handelns. Klinkhardt, Bad Heilbrunn 1997 (3. Aufl.).
- mit Konrad Bundschuh, Ulrich Heimlich (Hrsg.): Wörterbuch Heilpädagogik. Klinkhardt, Bad Heilbrunn 2007. (3. Aufl. UTB).